# Đông Dinh
Đông Dinh (tiếng Trung: 东营; bính âm: Dōngyíng) là một địa cấp thị ở tỉnh Sơn Đông, Trung Quốc.
Nằm ở cửa sông Hoàng Hà, Đông Dinh giáp với Tân Châu về phía tây, Truy Bác về phía tây nam, và Duy Phường về phía nam. Bờ biển của Đông Dinh dài 350 km giáp với vịnh Lai Châu về phía đông và vịnh Bột Hải (khi coi vịnh này là một phần hợp thành của biển Bột Hải) về phía bắc.

## Hành chính
Địa cấp thị Đông Dinh quản lý 5 đơn vị cấp huyện, bao gồm 3 quận nội thành và 2 huyện.
- Khu Đông Dinh (东营区)
- Khu Hà Khẩu (河口区)
- Khu Khẩn Lợi (垦利区)
- Huyện Quảng Nhiêu (广饶县)
- Huyện Lợi Tân (利津县)

Các đơn vị này lại được chia ra thành 43 đơn vị cấp hương, bao gồm 23 trấn, 13 hương và 7 nhai đạo.

## Lịch sử
Thành phố đã dược thiết lập năm 1983 làm một căn cứ phát triển Đồng bằng châu thổ sông Hoàng Hà và mỏ dầu lớn thứ hai Trung Quốc, mỏ Thắng Lợi. Mỏ dầu này đã được phát hiện năm 1964 gần một làng gọi là Đông Dinh, do đó thành phố có tên là Đông Dinh.

## Địa lý
Đông Dinh nằm bên bờ sông Hoàng Hà, diện tích 7923 km².

## Kinh tế
Phần lớn kinh tế của thành phố dựa vào mỏ dầu Thắng Lợi. Các ngành công nghiệp có: Dầu mỏ, hóa dầu, hóa chất muối, sản xuất giấy, máy móc, điện tử, xây dựng, vật liệu xây dựng, chế biến thực phẩm, dệt và công nghiệp nhẹ.

## Giáo dục
Đông Dinh có Đại học Dầu khí Trung Quốc, cũng như nhiều trường cao đẳng và trường kỹ thuật..

## Thành phố kết nghĩa
- Midland, Texas, Hoa Kỳ
- Tam Trắc, Hàn Quốc